# Malva erecta
Malva erecta là một loài thực vật có hoa trong họ Cẩm quỳ. Loài này được J. Presl & C. Presl mô tả khoa học đầu tiên.